# Ischyropsalis nodifera
Ischyropsalis nodifera is een hooiwagen uit de familie Ischyropsalididae.